# دانیل هنری
دانیل هنری (انگلیسی: Doneil Henry؛ زادهٔ ۲۰ آوریل ۱۹۹۳) بازیکن فوتبال اهل کانادا است.
از باشگاه‌هایی که در آن بازی کرده‌است می‌توان به باشگاه فوتبال آپولون لیماسول، باشگاه فوتبال بلکبرن روورز، باشگاه فوتبال تورنتو، و باشگاه فوتبال وستهام یونایتد اشاره کرد.
وی همچنین در تیم‌های ملی پایه و تیم ملی فوتبال کانادا بازی کرده‌است.